# Букарка
Букарка (Neocoenorrhinus pauxillus Germ.) — жук родини Ринхітид. Шкідник плодових культур з родини   айстрових. Личинка розвивається у недозрілих плодах.

## Зовнішній вигляд
Жук завдовжки  1,8–3 мм, зеленувато-синій, із сталевим блиском.  
Основні ознаки:
- верх тіла вкритий волосками, які напівприлягають до нього або стирчать;
- виски  за очима майже паралельнобічні, із слабенькою перетяжкою;
- головотрубка  довга, звичайно довша за голову, біля місця прикріплення вусиків сильно вигнута донизу;
- надкрила із поздовжніми точечними рядами, проміжки між ними опуклі,і не ширші від самих борозенок і дещо зморшкуваті;
- передостання боріздка на надкрилах дещо вкорочена  і з'єднується з останньою  на середині надкрил;
- груди й черевце густо вкриті крапочками і волосками;
- тіло не довге, звичайно надкрила лише на ⅓ довші за свою загальну ширину.

Яйце восково-біле, видовжено-овальне, личинка біла, вигнута, її перший членик вусиків опуклий. Лялечка біла, із негустими волосками.

## Спосіб життя
Зимують на стадії імаго, звичайно у підстилці з рослинних решток. Жуки з'являються ранньою весною, коли набрякають на бруньки.  Кормові рослини букарок – дерева й кущі з родини айстрових:  яблуня, груша, рідше  – вишня, айва, абрикос, глід, слива, терен,  черемха тощо. Масова поява їх збігається із цвітінням яблуні.  У прохолодну погоду і вночі жуки ховаються  у тріщинах кори, попід лишайниками.  У теплу пору сидять на бруньках, інколи  обліплюючи їх.  Харчуючись, вони вигризають на них заглиблення, з яких потроху виступають і застигають крапельки соку. Пошкоджені бруньки темніють і відпадають.  Пізніше жуки так само пошкоджують  молоді листки і квіткові бутони.
Тривалість життя жука – близько трьох місяців. Самиця починає відкладати яйця наприкінці цвітіння яблунь. Вона вигризає ямку на нижньому боці  листковогочерешка або в центральній у жилці біля його основи.  На дно ямки відкладається одне яйце. За своє життя самиця відкладає до 100 яєць. Вхід до ямки самиця закладає недогризками, склеюючи їх. Поряд з місцем яйцекладки самка пошкоджує шкірку черешка,  навколо колисочки яйця. Невдовзі  на цьому місці утворюється розростання тканин, і внаслідок цього черешок  перегинається донизу, в’яне  і темнішає. 
Через 6–8 днів з яєць виходять личинки, які живляться тканиною черешка або центральної жилки, роблячи в них поздовжній хід і наповнюючи його бурими екскрементами. Інколи личинка виходить з жилки у м’якість листка і харчується його паренхімою. Пошкоджені листки засихають і в кінці травня — на початку червня опадають. Личинки деякий час продовжують живитись в опалих листках, а потім залазять у ґрунт на глибину 10-13 см. У липні-серпні частина личинок заляльковується у комірці, у вересні з більшості лялечок виходять жуків. Вони лишаються у ґрунті до весни,  зимуючи у стані  анабіозу.  Деякі жуки у теплу вересневу погоду виходять на поверхню і обгризають бруньки.  Частина личинок залишається у ґрунті у стані діапаузи до весни наступного року.

## Поширення
Вид поширений  по всій Західній Палеарктиці, за винятком Північної Африки та Середнього Сходу і мешкає також у Палеотропіці . В Україні зареєстрований в АР Крим і в усіх областях, крім Житомирщині.

## Значення у природі та житті людини
Подібно до інших біологічних видів, букарка є невід’ємною ланкою природних екосистем, споживаючи рослинні тканини і стаючи здобиччю тварин — хижаків та паразитів. Однак у плодових садах жуки завдають чималої шкоди, особливо, коли їх чисельність і щільність досягає значних величин.
Обгризачи бруньки та листки, викликаючи інколи масове опадання листків, жуки негативно впливають на ріст та фотосинтетичну активність рослин. Дерева слабшають і не в змозі накопичувати достатньо речовин для дозрівання плодів. Отже, букарки знижують врожайність фруктових дерев.  Із шкодочинністю жуків борються, оприскуючи дерева інсектицидами, звичайно в період виокремлення бутонів. У разі потреби обробку повторюють відразу  після завершення цвітіння.